# Horst Elfe
Horst Elfe (23 de Abril de 1917 - 20 de Julho de 2008) foi um comandante de U-Boot que serviu na Kriegsmarine durante a Segunda Guerra Mundial.